# E662号線
E662号線 (E662ごうせん、英: European route E662) はセルビアのスボティツァとクロアチアのオシエクを結ぶ、欧州自動車道路のBクラス幹線道路。

## 経路
- セルビア
  - E75 - スボティツァ
  - ソンボル
- クロアチア
  - E73 - オシエク